# Gnathifera
Los gnatíferos (Gnathifera, del griego gnathos, "mandíbula" y fera, "los que llevan") son un grupo de pequeños animales blastocelomados que son aproximadamente vermiformes, pero denotando un división del cuerpo en tres partes más o menos diferenciadas: cabeza, tronco y cola (o cabeza, tórax y abdomen). Muchos suelen ser transparentes. Su tamaño varía desde el microscópico, similar a algunos protozoos, hasta varios centímetros. Se han agrupado dentro del los platizoos, junto con los platelmintos. Poseen aparato digestivo y una boca con un complejo aparato masticador, a excepción de los acantocéfalos, pues estos presentan proboscide (trompa) invaginable. 
Tienen diversos hábitat, pueden ser acuáticos, terrestres o parásitos. Poseen un sistema nervioso simple y reproducción sexual.
La característica más distintiva de los gnatíferos es la presencia de piezas bucales esclerotizadas complejas compuestas de quitina.

## Filogenia

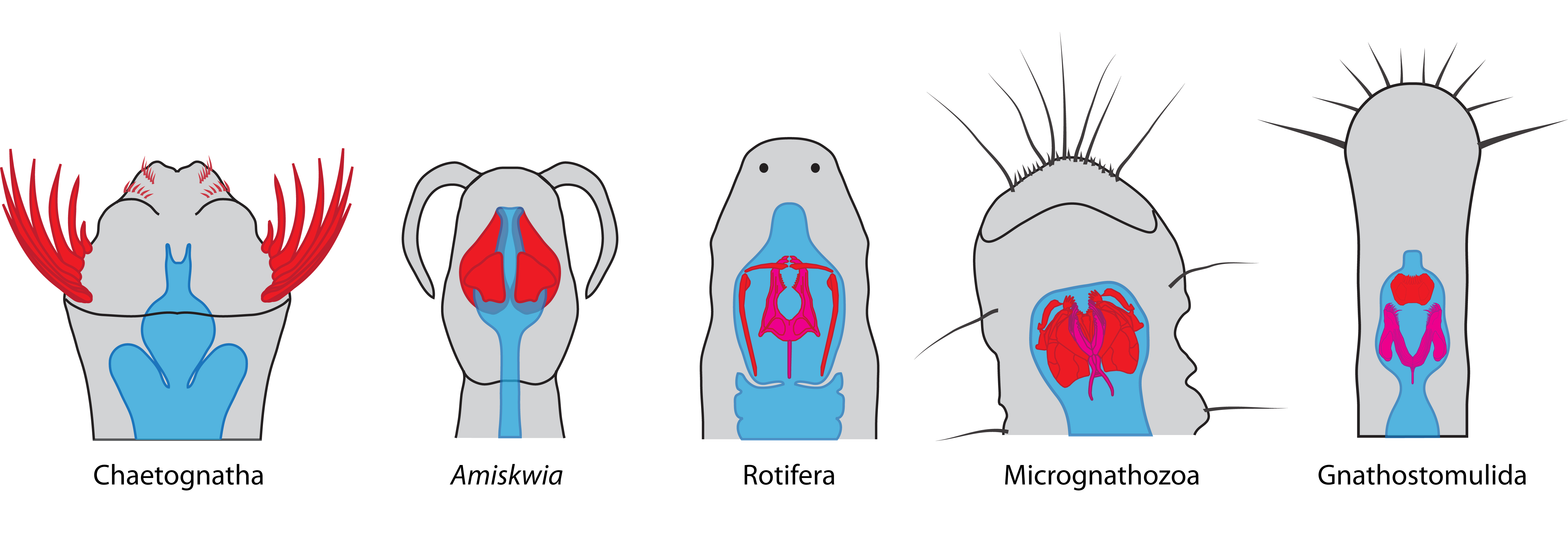
Aparato masticador de los gnatíferos.

Los análisis moleculares recientes han encontrado que los quetognatos también pertenecen a este clado. Esta relación ya había sido sugerida gracias a unas estructuras presentes en el aparato masticador que al parecer son sinapomorfias compartidas con los integrantes de este clado y por estudios comparativos de los genes Hox.
|  | Gnathostomulida                                                          |
|  |                                                                          |
|  | \| \| Micrognathozoa \| \| \| \| \| \| Rotifera (Syndermata) \| \| \| \| |
|  |                                                                          |
|  | Micrognathozoa                                                           |
|  |                                                                          |
|  | Rotifera (Syndermata)                                                    |
|  |                                                                          |

|  | Micrognathozoa        |
|  |                       |
|  | Rotifera (Syndermata) |
|  |                       |

|  | Gnathostomulida                                                          |
|  |                                                                          |
|  | \| \| Micrognathozoa \| \| \| \| \| \| Rotifera (Syndermata) \| \| \| \| |
|  |                                                                          |
|  | Micrognathozoa                                                           |
|  |                                                                          |
|  | Rotifera (Syndermata)                                                    |
|  |                                                                          |

|  | Micrognathozoa        |
|  |                       |
|  | Rotifera (Syndermata) |
|  |                       |

Inicialmente se incluía a Cycliophora en Gnathifera debido algunas similitudes morfológicas, sin embargo los estudios moleculares han encontrado que es grupo hermano de Entoprocta dentro la filogenia de Lophotrochozoa.
Los acantocéfalos un ex filo de animales con probóscide han sido identificados recientemente como rotíferos modificados según los estudios moleculares y los ultraestructurales. En consecuencia se usa la denominación Syndermata para esta agrupación, mientras que otros siguen usando el término Rotifera.